# Pyhäluoma
Pyhäluoma är en sjö i kommunen Pieksämäki i landskapet Södra Savolax i Finland. Sjön ligger 105,9 meter över havet. Den är 6,57 meter djup. Arean är 1,24 kvadratkilometer och strandlinjen är 7,98 kilometer lång. Sjön  ingår i Kymmene älvs huvudavrinningsområde.   Den ligger omkring 58 kilometer norr om S:t Michel och omkring 250 kilometer norr om Helsingfors. 
Pyhäluoma ligger norr om Pitkäsjärvi. 